# Марцін Контський
Марцін Казімеж Контський (пол. Marcin Kazimierz Kątski; 1636 — 1710) — польський шляхтич, військовик, урядник.

## Біографія

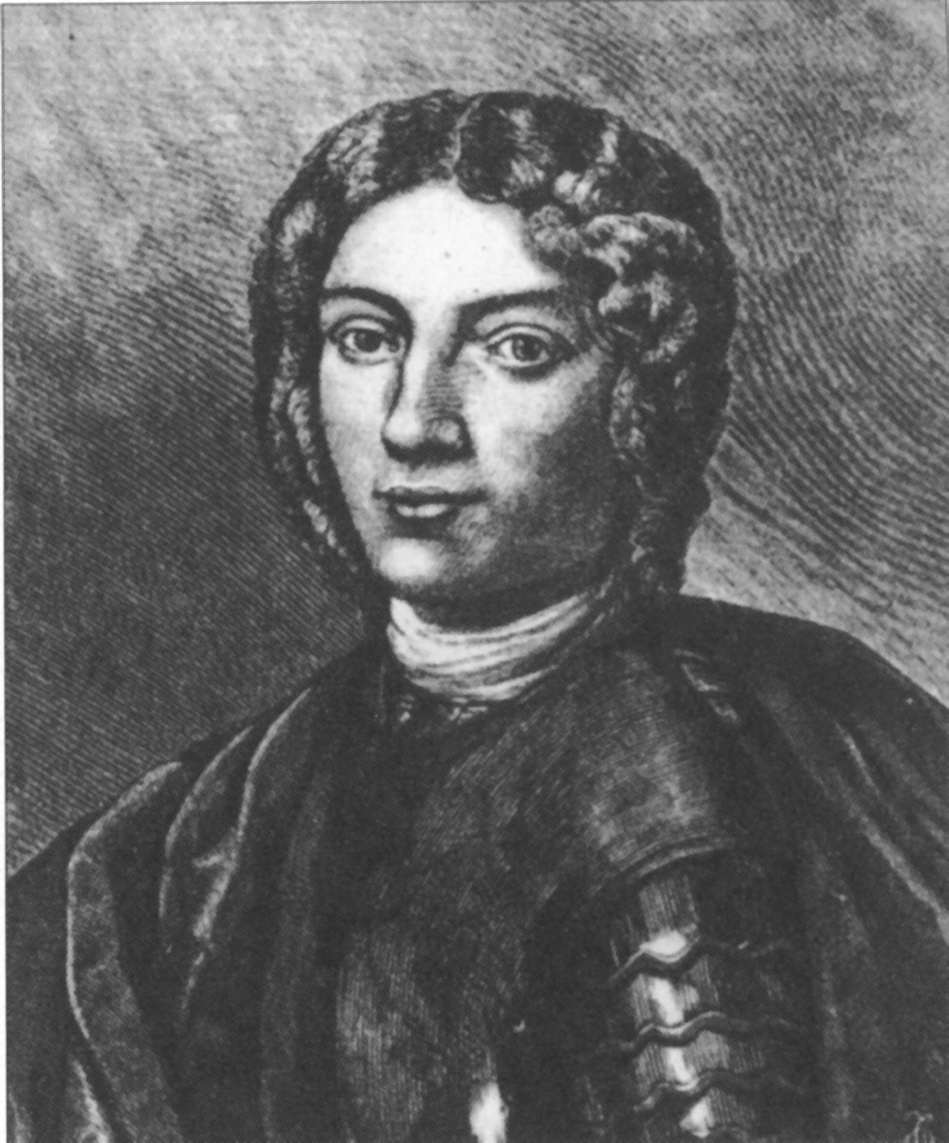

Навчався спочатку в Краківській академії, пізніше проходив військове навчання в Падуї коштом короля. В 1653-57 перебував в Франції, де брав участь в іспанській кампанії. Пізніше брав участь в шведській війні, був у своїй першій битві поранений під Краковом. 1663-64 як обер-лейтенант полку драгунів Яна Генрика Бокума брав участь в битвах в Україні, був поранений під Глуховом. 3 березня 1664 обороняв переправу через Десну під Новгородом-Сіверським.
1665 р. був призначений підполковником королівської гвардії, в наступному році полковником королівської артилерії. 26.06.1667 король призначив його генералом королівської артилерії, подільським генеральним старостою.
12 липня 1669 в будинку Адама Котовського Контський вбив кросненського старосту Кароля Фредра; випадок позначився на кар'єрі Контського — Трибуналом його було винесено вирок 6 місяців в'язниці, сплату штрафу в розмірі 3000 гривень. Спочатку в нього були відібрані усі посади, звання, але на сеймі 1669 вони були поновлені.
1671 брав участь в військових діях проти козаків, в серпні знаходився в Брацлаві, в листопаді під Кальником. Влітку 1672 брав участь в військових діях під Ладижином та Батогом.
В конфлікті короля Міхала Вишневецького та французької партії тримав сторону Яна Собеського проти короля. 1672 брав участь в битві проти татар під Краснобродами та Комарним. В Хотинській битві 1673 керував атакою артилерії на татарський табір, а пізніше на мості через Дністер, відрізав їм шлях до відступу. 1673 під час обрання короля, брав участь у битві під Баром, здобув Язлівець та Могилів.
23 січня 1679 року був призначений львівським каштеляном. В 1683 супроводжував короля під Відень, у битві під Віднем керував польською артилерією.
1 серпня 1684 року був призначений київським воєводою.
Осінню 1685 брав участь в військовому поході коронного гетьмана Станіслава Яблоновського на Буковину. 1687 брав участь разом з королевичом Якубом Людвіком в блокаді Кам'янця-Подільського. В 1691 атакував фортецю Немец (Нямт). В 1662 збудував фортецю Окопи Святої Трійці.
1692 —1695 брав участь в битвах з татарами. Під час безкоролів'я 1697 року був певними колами висунутий кандидатом на польську корону.
1699 призначений королем головою комісії, яка за Карловицькою угодою мала забирати в турків Кам'янець-Подільський. За успішно проведену акцію 22 вересня 1699 був призначений сеймом комендантом кам'янецької фортеці. Невдовзі відмовився від посади, залишившись летичівським та кам'янецьким старостою. 6 червня 1700 сприяв наданню магдебурзького права Окопам Святої Трійці.
30 травня 1702 був призначений краківським воєводою. 25 травня 1706 був призначений краківським каштеляном. Наприкінці життя отримав дозвіл короля на передачу посади генерального подільського старости своєму сину Яну Станіславу.
М. Концькому належали: Чернікув, Комарув, Козіце, Ємельно. Був дідичем Кривчого і Дроздовиці (в Перемиському повіті).